# 染野唯月
染野 唯月（そめの いつき、2001年9月12日 - ）は、茨城県龍ケ崎市出身のプロサッカー選手。Jリーグ・東京ヴェルディ所属。ポジションはフォワード（FW）。

## 略歴
茨城県龍ケ崎市出身で中学時代は鹿島アントラーズ・つくばジュニアユースに在籍していたが、ユースに昇格することができずに尚志高校に進学した。2年時の全国高校サッカー選手権大会では5得点をあげて得点王に輝いた。3年生となった2019年に中学時代に過ごした鹿島アントラーズに加入が内定した。しかし、その後の代表合宿中に怪我をしてしまい、高校最後の選手権はメンバー外となった。
2020年より鹿島アントラーズに入団した。7月4日、怪我で出遅れていたが第2節の川崎フロンターレ戦で途中出場からJ1デビューを果たした。8月12日、ルヴァンカップ第3節の清水エスパルス戦でプロ入り初ゴールを決めた。
2022年7月17日、東京ヴェルディへの期限付き移籍が発表された。
2023年シーズンは鹿島アントラーズへ復帰することが、2022年12月26日に発表された。
2023年7月4日、東京ヴェルディへ2度目の期限付き移籍。なお、今回は育成型期限付き移籍となった。9月12日には入籍を発表。2023年シーズンのJ1昇格プレーオフの決勝戦でヴェルディをJ1に導く貴重な同点弾を決めた。このプレーオフによりヴェルディは16年ぶりのJ1復帰を果たした。
2024年シーズンもレンタル期限延長によりヴェルディに所属。9月14日、第30節の北海道コンサドーレ札幌戦でJリーグ通算100試合出場を達成した。
2025年シーズン、東京ヴェルディへの完全移籍での加入が、2024年12月25日に林尚輝の完全移籍と同時に発表された。

## 所属クラブ
- 鹿島アントラーズつくばジュニアユース
- 尚志高等学校
- 2020年 - 2024年 鹿島アントラーズ
  - 2022年7月 - 同年12月  東京ヴェルディ（期限付き移籍）
  - 2023年7月 - 2024年 東京ヴェルディ（育成型期限付き移籍）
- 2025年 -  東京ヴェルディ

## 個人成績
| 国内大会個人成績 | 国内大会個人成績 | 国内大会個人成績 | 国内大会個人成績 | 国内大会個人成績 | 国内大会個人成績 | 国内大会個人成績 | 国内大会個人成績 | 国内大会個人成績 | 国内大会個人成績 | 国内大会個人成績 | 国内大会個人成績 |
| 年度             | クラブ           | 背番号           | リーグ           | リーグ戦         | リーグ戦         | リーグ杯         | リーグ杯         | オープン杯       | オープン杯       | 期間通算         | 期間通算         |
| 年度             | クラブ           | 背番号           | リーグ           | 出場             | 得点             | 出場             | 得点             | 出場             | 得点             | 出場             | 得点             |
| 日本             | 日本             | 日本             | 日本             | リーグ戦         | リーグ戦         | リーグ杯         | リーグ杯         | 天皇杯           | 天皇杯           | 期間通算         | 期間通算         |
| ---------------- | ---------------- | ---------------- | ---------------- | ---------------- | ---------------- | ---------------- | ---------------- | ---------------- | ---------------- | ---------------- | ---------------- |
| 2020             | 鹿島             | 19               | J1               | 12               | 0                | 1                | 1                | -                | -                | 13               | 1                |
| 2021             | 鹿島             | 19               | J1               | 9                | 0                | 5                | 1                | 0                | 0                | 14               | 1                |
| 2022             | 鹿島             | 19               | J1               | 12               | 1                | 8                | 2                | 1                | 1                | 21               | 4                |
| 2022             | 東京V            | 30               | J2               | 16               | 4                | -                | -                | 0                | 0                | 16               | 4                |
| 2023             | 鹿島             | 18               | J1               | 5                | 0                | 3                | 1                | 1                | 1                | 9                | 2                |
| 2023             | 東京V            | 39               | J2               | 18               | 6                | -                | -                | -                | -                | 18               | 6                |
| 2024             | 東京V            | 9                | J1               | 36               | 6                | 0                | 0                | 2                | 0                | 38               | 6                |
| 2025             | 東京V            | 9                | J1               |                  |                  |                  |                  |                  |                  |                  |                  |
| 通算             | 日本             | 日本             | J1               | 74               | 7                | 17               | 5                | 4                | 2                | 95               | 14               |
| 通算             | 日本             | 日本             | J2               | 34               | 10               | -                | -                | 0                | 0                | 34               | 10               |
| 総通算           | 総通算           | 総通算           | 総通算           | 108              | 17               | 17               | 5                | 4                | 2                | 129              | 24               |

出場歴
- Jリーグ初出場 - 2020年7月4日 J1第2節 川崎フロンターレ戦 (等々力陸上競技場)
- Jリーグ初得点 - 2022年5月25日 J1第15節 サガン鳥栖戦 (県立カシマサッカースタジアム)
- その他の公式戦
  - 2023年 J1昇格プレーオフ 2試合1得点

## タイトル

### 個人
- 全国高等学校サッカー選手権大会・得点王（2018年）
- 全国高等学校サッカー選手権大会・優秀選手（2018年）
- 全国高等学校総合体育大会サッカー競技大会・優秀選手（2019年）

## 代表歴
- U-17日本代表
  - 国際ユースサッカーin新潟（2018年）
  - バツラフ・イェジェク国際ユーストーナメント（2018年）
- U-18日本代表
  - コパ・デル・アトランティコ（2019年）
  - AFC U-19選手権2020・予選（2019年）
- U-19日本代表
  - 千葉キャンプ（2020年）
- U-20日本代表
  - 千葉キャンプ（2021年）
- U-21日本代表
  - 千葉キャンプ（2022年）
- U-23日本代表
  - 国際親善試合2試合（2024年）